# Elecciones parlamentarias de Dinamarca de 2007
Las elecciones parlamentarias de Dinamarca de 2007 al Folketing fueron celebradas el día martes 13 de noviembre, dos años después de las elecciones anteriores, como consecuencia de la convocatoria anticipada del primer ministro Anders Fogh Rasmussen, anunciada  el 24 de octubre de 2007. El resultado de las elecciones fue la elección de Rasmussen como primer ministro por tercera legislatura consecutiva, merced a una coalición conservadora entre los liberales del Venstre (Dinamarca) y el Partido Popular Conservador, contando con el apoyo parlamentario del Partido Popular Danés.

## Resultados
El partido más votado fue nuevamente la coalición liberal Venstre del primer ministro Anders Fogh Rasmussen, aunque con un sentido retroceso de seis escaños, respecto a las elecciones anteriores. El principal partido en la oposición, el Partido Socialdemócrata encabezado por Helle Thorning-Schmidt, recortó distancias con los liberales, aunque también se vio reducida su representación, con dos diputados menos.
El partido con mayor progreso fue el Partido Socialista Popular, perteneciente a la izquierda danesa, con un total de 23 escaños, respecto a los 11 logrados en 2005. Así el Partido Social Liberal fue el que obtuvo un mayor retroceso, pasando de 18 escaños a tan solo 9.
Los dos partidos con apoyo al gobierno conservador cosecharon resultados muy parecidos a las elecciones de 2005. El Partido Popular Danés ganó un escaño más, llegando a 25, permaneciendo como la tercera fuerza más votada del país. 
The Socialist People's Party had the election's largest gain, securing 23 seats in the new parliament compared to 11 in the 2005 elections. The Danish People's Party gained one additional seat, leaving it at 25. The New Alliance secured five seats in its first election, a result lower than projected in earlier opinion polls. El Partido Popular Conservador, integrante del gobierno, retuvo los 18 escaños que ya ocupaba.
En cuanto a Groenlandia, un escaño fue para la Comunidad Inuit y el otro para el Siumut. En las Islas Feroe Høgni Hoydal volvió a lograr un escaño, representando al Partido Republicano, siendo el otro para el Partido Unionista
| Partido                                                   | Líder                         | Votos     | %      | Escaños | +/–   |
| --------------------------------------------------------- | ----------------------------- | --------- | ------ | ------- | ----- |
| Dinamarca                                                 |                               |           |        |         |       |
| Venstre (Venstre)                                         | Anders Fogh Rasmussen         | 908.472   | 26,2%  | 46      | –6    |
| Partido Socialdemócrata (Socialdemokratiet)               | Helle Thorning-Schmidt        | 881.037   | 25,5%  | 45      | –2    |
| Partido Popular Danés (Dansk Folkeparti)                  | Pia Kjærsgaard                | 479.532   | 13,9%  | 25      | +1    |
| Partido Socialista Popular (Socialistisk Folkeparti)      | Villy Søvndal                 | 450.975   | 13,0%  | 23      | +12   |
| Partido Popular Conservador (Det Konservative Folkeparti) | Bendt Bendtsen                | 359.404   | 10,4%  | 18      | ±0    |
| Partido Social Liberal Danés (Det Radikale Venstre)       | Margrethe Vestager            | 177.161   | 5,1%   | 9       | –8    |
| Nueva Alianza (Ny Alliance)                               | Naser Khader                  | 97,295    | 2.8%   | 5       | +5    |
| Alianza Roji-Verde (Enhedslisten)                         | Liderazgo colectivo           | 74.982    | 2,2%   | 4       | –2    |
| Sin representación parlamentaria                          |                               | 30.556    | 0,9%   |         |       |
|                                                           |                               |           |        |         |       |
| Subtotal                                                  | Subtotal                      | 3.458.847 | 100.0% | 175     | —     |
| Islas Feroe                                               |                               |           |        |         |       |
| Partido Republicano (Tjóðveldi)                           | Høgni Hoydal                  | 5.949     | 25,4%  | 1       | ±0,0% |
| Partido Unionista (Sambandsflokkurin)                     | Kaj Leo Johannesen            | 5.413     | 23,5%  | 1       | +2,1% |
| Sin representación parlamentaria                          |                               | 11.802    | 51.2%  |         |       |
|                                                           |                               |           |        |         |       |
| Subtotal                                                  | Subtotal                      | 23.164    | 100%   | 2       | —     |
| Groenlandia                                               |                               |           |        |         |       |
| Comunidad Inuit (Inuit Ataqatigiit)                       | Josef Motzfeldt               | 7.107     | 33,52% | 1       |       |
| Siumut (Siumut)                                           | Hans Enoksen                  | 6.658     | 31,4%  | 1       |       |
| Sin representación parlamentaria                          |                               | 7.440     | 35,09% |         |       |
|                                                           |                               |           |        |         |       |
| Subtotal                                                  | Subtotal                      | 21.205    | 100%   | 2       | —     |
|                                                           |                               |           |        |         |       |
| Total (Participación: 86,6 %)                             | Total (Participación: 86,6 %) | 3.503.216 | 100%   | 179     | —     |

## Elección del primer ministro
El Parlamento de Dinamarca cuenta con un total de 179 escaños, cuatro de ellos reservados a Groenlandia y las Islas Feroe. Su sistema político establece que el gobierno no tenga una oposición con mayoría parlamentaria, sistema conocido en Dinamarca como "parlamentarismo negativo". Lo coalición liberal-conservadora obtuvo un total de 64 escaños, que sumados a los 25 logrados por el Partido Popular Danés hacían un total de 89, cifra a un escaño de la mayoría. Ese escaño se logró con el apoyo del antiguo primer ministro feroés, Edmund Joensen, representando al Partido Unionista. Con esta cifra, Anders Fogh Rasmussen lograba ser elegido nuevamente primer ministro, encabezando su tercera legislatura de coalición conservadora.
La otra candidata a ser nombrada primer ministro era Helle Thorning-Schmidt, representando el sector socialista danés. El bloque de apoyo a Thorning-Schmidt consistía en su partido, el Socialdemócrata, en el Partido Socialista Popular, el Partido Social Liberal, la Alianza Roja-Verde y los tres escaños restantes de los territorios del Atlántico Norte. En total sumaban 84 escaños, a seis de la mayoría necesaria. Los restantes 5 escaños fueron para Nueva Alianza, partido que se presentaba por primera vez a unas elecciones.
El gobierno de Rasmussen también tiene la opción de contar con el apoyo de los escaños de Nueva Alianza, pero con el apoyo del Partido Popular Danés, con ideas políticas distintas a las de Nueva Alianza en ciertos aspectos, obtendría los 90 escaños necesarios para la mayoría, sin verse influenciado en su política por Nueva Alianza. Sin embargo, el diputado feorés Edmund Joensen declaró que no intervendría en asuntos meramente relevantes al territorio de Dinamarca, por lo que Rasmussen deberá buscar en estos casos consensos con Nueva Alianza.
- Datos: Q1435493
- Multimedia: Folketingsvalg 2007 / Q1435493